# George Lepping

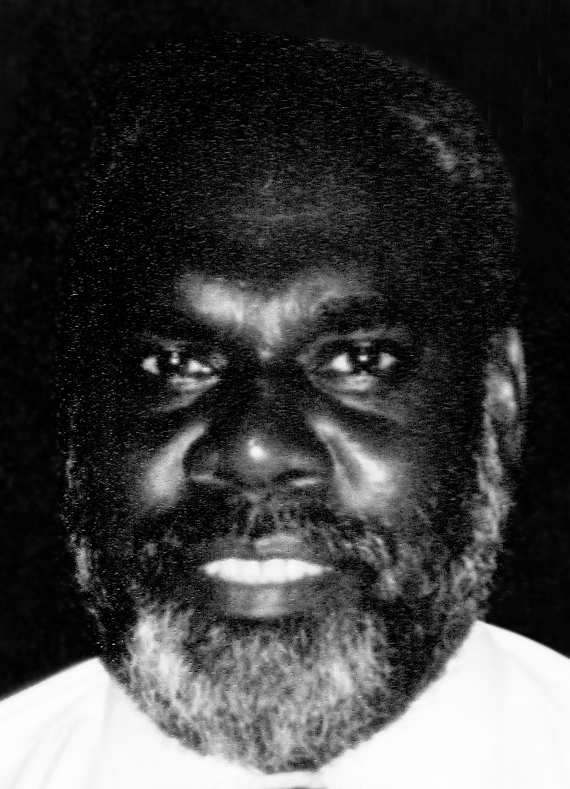
George Lepping

Sir George Gerea Dennis Lepping, född 22 november 1947,, död 24 december 2014, var generalguvernör på Salomonöarna mellan 7 juli 1988 och 7 juli 1994.
I mars 2010 utnämndes Sir Lepping till ordförande för 2012 års Festival Pacific Arts Organising Committee.